# Трново (громада, Східне Сараєво)
Трново (серб. Општина Трново) — одна з 6-ти громад, що утворюють Град (міський округ) Східне Сараєво. Розташована в регіоні Істочно-Сараєво Республіки Сербської. Адміністративним центром є місто Трново.